# Джонні Мак Браун
Джон Браун (англ. John Brown, 1 вересня 1904 — 14 листопада 1974) — американський футболіст та кіноактор. Відомий в першу чергу, як зірка вестернів Джонні Мак Браун.

## Біографія
Браун народився та виріс у Дотані, штат Алабама, у родині Еда та Метті Браун, та був одним з восьми дітей подружжя. Його батьки працювали крамарями. Браун був зіркою футбольної команди середньої школи, отримавши футбольну стипендію в Університеті Алабами. Після закінчення коледжку, Браун працював страховим агентом, а пізніше — тренером футбольної команди першокурсників Університету Алабами.

### Університет Алабами
Перебуваючи в Університеті Алабами, Браун став посвяченим членом братства Каппа Сігма. Браун був видатним півзахисником у футбольній команді свого університету, яку тренував Воллес Вейд. Він отримав прізвисько «Антилопа Дотан» та був представлений у Залі слави коледжу.
Разом з Брауном, його футбольна команда взяла участь у національному чемпіонаті 1925 року. У тому році Браун отримав нагороду «Найцінніший гравець» після того, як забив два з трьох тачдаунів своєї команди.

### Кінокар'єра
Гарний зовнішність та потужна статура Брауна у 1927 році привели його на перші кінокастинги. Того ж року він підписав п'ятирічний контракт з Metro–Goldwyn–Mayer. Він зіграв любовний інтерес зірки німого кіно Мері Пікфорд у її першому звуковому фільмі Кокетка (1929), за який Пікфорд отримала «Оскар».
Браун з'являвся у другорядних ролях до 1930 року, поки не отримав першу роль у вестерні під назвою Біллі Кід (1930) режисера Кінга Відора. Також у 1930 році Браун зіграв з Джоан Кроуфорд у Місяці Монтани. Браун зіграв ще кілька ролей під ім'ям «Джон Мак Браун», включаючи ролі у фільмах Таємничу шістку (1931) та Останній політ (1931). MGM вирішили замінити Брануа на Кларка Гейбла у фільмів Усміхнені грішники (1931), в результаті чого всі сцени з ним були перезняті. MGM та режисер Вуді Ван Дайк також розглядали Брауна на роль Тарзана у Тарзан, людина-мавпа (1932) але Ван Дайк вирішив, що Браун не настільки високий, наскільки потрібно для ролі.

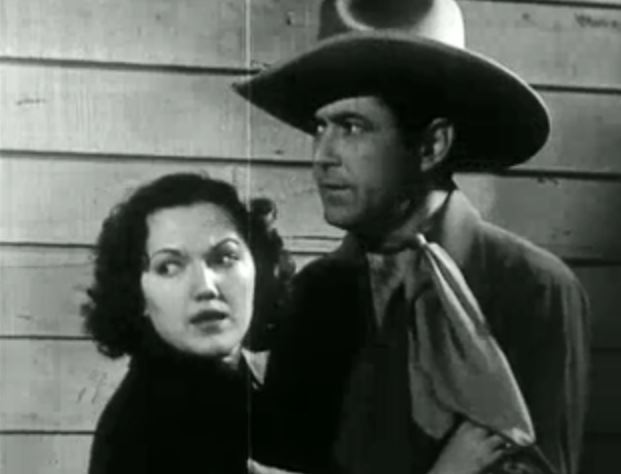
З Лоїс Дженьюарі у 1936 році

Після цього, в кар'єри Брауна почався спад. У титрах він став з'являться під іменем «Джонні Мак Браун» та з'являтись лише в малобюджетних вестернах. Згодом він став одним із найвідоміших зірок вестернів категорії B, а в 1937 році Браун став популярною зіркою Universal Pictures. Після головної ролі в чотирьох серіях фільмів, у 1939 році Браун з'явився у серії з 29 вестернів протягом наступних чотирьох років. В цих фільмах Фуззі Найт грав роль його комічного товариша, а в останніх 7 стрічках він об'єднався з Тексом Ріттером. Цей період вважається піком кар'єри Брауна у малобюджетних вестернах, таких як Син ревучого Дена (1940), Рейдери Сан-Хоакіна (1943) та Стежка самотньої зірки (1943). Браун також знявся в серіалі для Mascot Pictures Бій з Кітом Карсоном (1933) та в чотирьох кіносеріалах для Universal Pictures: Викрадачі Ред Дога (1935), Дні на Дикому Заході (1937), Пилаючи кордони (1938) та Орегонська стежка (1939).
Браун перейшов у Monogram Pictures у 1943 році, а замінив ковбойську зірку цієї студії Бака Джонса, який помер кілька місяців тому. Протягом наступних 10 рокі у Monogram Pictures Браун знявся у більш ніж 60 вестернах, включаючи 20-фільмовий серіал, про маршала «Неваду» Джека Маккензі. Браун також знявся у двох високобюджетних драмах Назавжди твій (1945) та Полум'я Заходу (1945), де в титрах він знову був вказаний, як «Джон Мак Браун».
Після того, як Monogram Pictures відмовились від своєї торгової марки у 1952 році, Джонні Мак Браун пішов з екрану. Більше ніж через 10 років він зіграв ще кілька другорядних ролей у вестернах. Загалом, за свою майже 40-річну кар'єру, Браун знявся в більш ніж 160 фільмах між 1927 та 1966 роками, а також у кількох телевізійних шоу .

## Особисте життя
У 1926 році Браун одружився з Корнелією «Конні» Фостер, з якою вони прожили разом до його смерті у 1974 році. У них було четверо дітей.

## Визнання
За внесок у кіноіндустрію Браун потрапив на Голлівудську Алею слави в 1960 році, та отримав власну зірку на Голлівудському бульварі.
У рідному місті Брауна щорічно проводиться «Johnny Mack Brown Western Festival», тому що «якщо хтось і звернув увагу на існування міста Дотан, то це все через Джонні Мак Брауна», — казав міський чиновник.

## У масовій культурі
Брауна згадують в романі Звідси до вічності. У сцені в казармі, де солдати обговорюють вестерни, один із них запитує: «Пам'ятаєш Джонні Мак Брауна?».
З березня 1950 по лютий 1959 року Dell Comics випустили серію коміксів «Johnny Mack Brown».

## Смерть
Джонні Мак Браун помер у Вудленд-Гіллз, від серцевої недостатності у віці 70 років. Його прах поховано у відкритому Колумбарії на кладовищі Меморіального парку Форест-Лон в Глендейлі.

## Вибрана фільмографія
- Slide, Kelly,  Slide (1927)

- Сигнал горна (1927)

- Mockery (1927)

- Після опівночі (1927)

- The Fair Co-Ed (1927)

- The Divine Woman (1928)

- Soft Living (1928)

- Square Crooks (1928)

- The Play Girl (1928)

- Наші танцюючі дочки (1928)

- Annapolis (1928)

- Леді удача (1928)

- Жінка справи (1928)

- Кокетка (1929)

- Хоробрий (1929)

- Єдиний стандарт (1929)

- Hurricane (1929)

- Jazz Heaven (1929)

- Undertow (1930)

- Місяць Монтани (1930)

- Біллі Кід (1930)

- Великий день (1930)

- The Great Meadow (1931)

- Таємнича шістка (1931)

- Останній політ (1931)

- Lasca of the Rio Grande (1931)

- Flames (1932)

- The Vanishing Frontier (1932)

- 70,000 Witnesses (1932)

- Malay Nights (1932)

- Бій з Кітом Карсоном (1933)

- Saturday's Millions (1933)

- Female (1933)

- Son of a Sailor (1933)

- Three on a Honeymoon (1934)

- St. Louis Woman (1934)

- Marrying Widows  (1934)

- Cross Streets (1934)

- Belle of the Nineties (1934)

- Against the Law (1934)

- Викрадачі Ред Дога (1935)

- Branded a Coward (1935)

- Between Men (1935)

- The Courageous Avenger (1935)

- Valley of the Lawless (1936)

- Desert Phantom (1936)

- Rogue of the Range (1936)

- Everyman's Law (1936)

- The Crooked Trail (1936)

- Undercover Man (1936)

- Lawless Land (1936)

- The Gambling Terror (1937)

- Trail of Vengeance (1937)

- Bar-Z Bad Men (1937)

- Guns in the Dark (1937)

- A Lawman Is Born (1937)

- Дні на Дикому Заході (1937)

- Boothill Brigade (1937)

- Born to the West (1937)

- Wells Fargo (1937)

- Пилаючи кордони(1938)

- Орегонська стежка (1939)

- Desperate Trails (1939)

- Oklahoma Frontier (1939)

- Chip of the Flying U (1939)

- West of Carson City (1940)

- Boss of Bullion City (1940)

- Riders of Pasco Basin (1940)

- Bad Man from Red Butte (1940)

- Син ревучого Дена (1940)

- Ragtime Cowboy Joe (1940)

- Law and Order (1940)

- Pony Post (1940)

- Bury Me Not on the Lone Prairie (1941)

- Law of the Range (1941)

- Rawhide Rangers (1941)

- Man from Montana (1941)

- The Masked Rider (1941)

- Arizona Cyclone (1941)

- Fighting Bill Fargo (1941)

- Stagecoach Buckaroo (1942)

- Ride 'Em Cowboy (1942)

- The Silver Bullet (1942)

- Boss of Hangtown Mesa (1942)

- Deep in the Heart of Texas (1942)

- Little Joe, the Wrangler (1942)

- The Old Chisholm Trail (1942)

- Tenting Tonight on the Old Camp  Ground (1943)

- Примарний вершник (1943)

- Cheyenne Roundup (1943)

- Рейдери Сан-Хоакіна (1943)

- Незнайомець з Пекоса (1943)

- Євангеліє шести пістолетів (1943)

- Стежка самотньої зірки (1943)

- Crazy House (1943)

- Втеча злочинців (1943)

- Техаський малий (1943)

- Нальотчики з кордону (1944)

- Партнери за обставинами (1944)

- Законники (1944)

- Мінливий закон (1944)

- На захід від Ріо Гранде (1944)

- Країна розбійників (1944)

- Закон долини (1944)

- Примарні стволи (1944)

- Стежка в Навахо (1945)

- Назавжди твій (1945)

- Гарматний дим (1945)

- Незнайомець із Санта-Фе (1945)

- Полум'я Заходу (1945)

- Втрачений слід (1945)

- Конфлікт на Фронтирі (1945)

- Прикордонні бандити (1946)

- Drifting Along  (1946)

- Шахта з привидами (1946)

- Under Arizona Skies (1946)

- The Gentleman from Texas (1946)

- Trigger Fingers (1946)

- Shadows on the Range (1946)

- Silver Range (1946)

- Raiders of the South (1947)

- Valley of Fear (1947)

- Trailing Danger (1947)

- Land of the Lawless (1947)

- The Law Comes to Gunsight (1947)

- Code of the Saddle (1947)

- Flashing Guns (1947)

- Prairie Express (1947)

- Gun Talk (1947)

- Overland Trails (1948)

- Crossed Trails (1948)

- Frontier Agent (1948)

- Triggerman (1948)

- Back Trail (1948)

- The Fighting Ranger (1948)

- The Sheriff of Medicine Bow (1948)

- Gunning for Justice (1948)

- Hidden Danger (1948)

- Law of the West (1949)

- Trails End (1949)

- Stampede (1949)

- West of El Dorado (1949)

- Law of the West (1949)

- Range Justice (1949)

- Western Renegades (1949)

- West of Wyoming (1950)

- Over the Border (1950)

- Six Gun Mesa (1950)

- Law of the Panhandle (1950)

- Outlaw Gold (1950)

- Short Grass (1950)

- Colorado Ambush (1951)

- Man from Sonora (1951)

- Blazing Bullets (1951)

- Montana Desperado (1951)

- Oklahoma Justice (1951)

- Whistling Hills (1951)

- Texas Lawmen (1951)

- Texas City (1952)

- Man from the Black Hills (1952)

- Dead Man's Trail (1952)

- Canyon Ambush (1952)

- The Marshal's Daughter (1953)

- Requiem for a Gunfighter (1965)

- The Bounty Killer (1965)

- Apache Uprising (1965)